# Ilha de Campo Grande
A Ilha de Campo Grande localizada na cidade de São Mateus, estado do Espírito Santo, possui uma praia de mesmo nome, onde localiza-se o TNC (Terminal Norte Capixaba).
É muito procurada no verão por surfistas e por quem deseja paz e sossego, por sua praia ainda ser agreste.
Em junho acontece o Festival do Caranguejo, evento que agita a pequena sede da vila.